# Sosopan (Kota Pinang)
Sosopan is een bestuurslaag in het regentschap Labuhan Batu Selatan van de provincie Noord-Sumatra, Indonesië. Sosopan telt 2471 inwoners (volkstelling 2010).